# 荷西·恩卡納西歐·羅梅洛體育場
荷西·恩卡納西歐·羅梅洛體育場是位于委内瑞拉马拉开波的一座多功能体育场。该体育场可容纳40800名观众，建造费用为1410万美元。荷西·恩卡納西歐·羅梅洛體育場也是2007年美洲杯的9个比赛场馆之一。

## 2007年美洲杯
荷西·恩卡納西歐·羅梅洛體育場是2007年美洲杯的比赛场馆之一。在此赛事中，该体育场进行了以下比赛：
| 日期          | 当地时间（UTC-4） | 第一队伍 | 比分      | 第二队伍 | 回合   |
| ------------- | ----------------- | -------- | --------- | -------- | ------ |
| 2007年6月28日 | 18:30             | 巴拉圭   | 5-0       | 哥伦比亚 | C组    |
| 2007年6月28日 | 20:45             | 阿根廷   | 4-1       | 美国     | C组    |
| 2007年7月2日  | 20:45             | 阿根廷   | 4-2       | 哥伦比亚 | C组    |
| 2007年7月10日 | 20:50             | 乌拉圭   | (4)2-2(5) | 巴西     | 半决赛 |
| 2007年7月15日 | 17:05             | 巴西     | 3-0       | 阿根廷   | 决赛   |